# بينكي (حلوى)

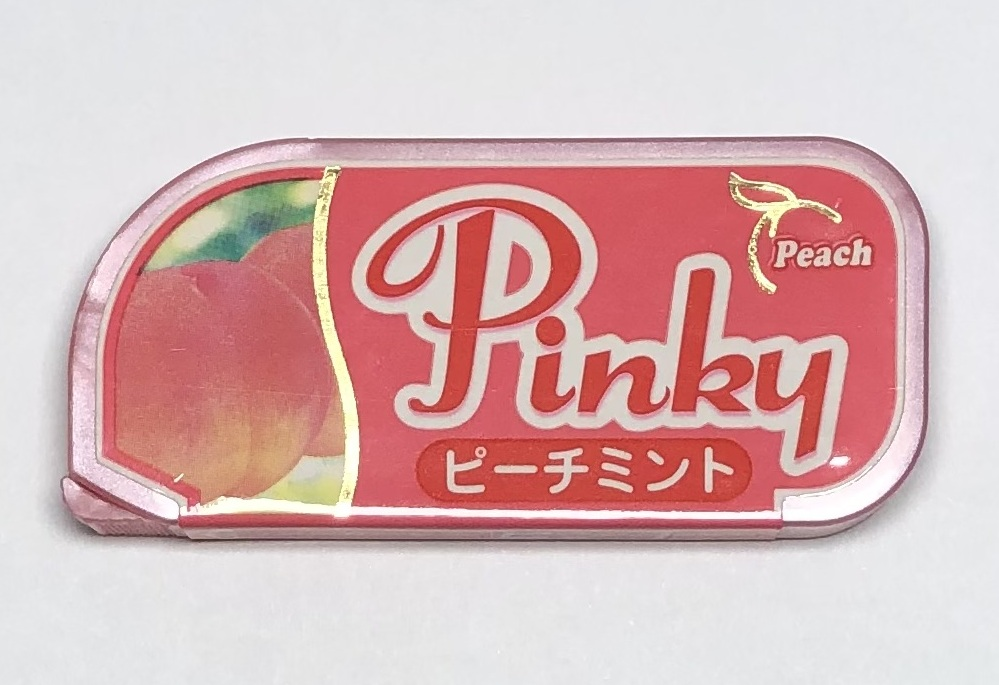
نكهة الخوخ من حلوى بينكي

حلوى بينكي هي نوع حلوى بنكهة النعناع تبيعها شركة فرينتي انترناشونال  (اسمها الآن كويكيا ). النكهات المتوفرة حاليًا في العبوات المستطيلة الجديدة هي الخوخ, العنب, الصنوبر, الليمون الفردوسي, الكولا والصودا.  تأتي حلوى البينكي أيضًا في علبات صغير مستديرة.

## روابط خارجية
- جبهة لولبية
- الجبهة الدولية - بينكي